# Adam Greenberg
Pour les articles homonymes, voir Adam Greenberg (baseball) et Greenberg.
Pour le joueur de baseball, voir Adam Greenberg (baseball).
Adam Greenberg, est un directeur de la photographie israélo-américain né (Grinberg), le 30 novembre 1939 dans une famille juive à Cracovie, en (Pologne).

## Biographie
- Survivant de l'Holocauste, il émigra dans son enfance en Israël.
- Il débuta comme technicien et photographe pour les journaux cinématographiques des Studios "Gheva". En 1963 il filma le court métrage de David Perlov "À Jérusalem". En 1966 il contribua à la réalisation de la comédie populaire ciné Les Deux Kouni Lemel et commença la carrière d'un des directeurs de photographie les plus importants d'Israël.
- On lui doit beaucoup de productions devenues classiques du cinéma israélien des années 1960-1970. Il collabora avec des réalisateurs tels que Moshe Mizrahi dans la série Rosa, je t'aime (1972), La Maison de la rue Chelouche (1973), de nouveau, David Perlov dans Hagloula (La pilule) (1972), au film autobiographique du chanteur Yehoram Gaon Ani yerushalmi (Je suis de Jérusalem) (1971), et a des épisodes de la série populaire de Boaz Davidson Eskimo Limon. Greenberg se distingua aussi dans les productions de Uri Zohar Matzitzim (1972) et la série télévisée Lool

En 1980 il s'établit aux États-Unis, dont il obtint la nationalité en 1986.
- Il a travaillé en tant que directeur de la photographie pour des réalisateurs tels que Jerry Zucker, Ivan Reitman, James Cameron, Barry Levinson, Rob Reiner...
- Il est membre de l'American Society of Cinematographers.

## Filmographie
- 1970 : Madron de Jerry Hopper
- 1975 : Un coup de deux milliards de dollars (Diamonds) de Menahem Golan
- 1978 : Juke Box (Eskimo Limon) de Boaz Davidson
- 1982 : Paradis (Paradise) de Stuart Gillard
- 1982 : Une femme nommée Golda (A Woman Called Golda) (TV) de Alan Gibson
- 1983 : Le Justicier de minuit (10 to Midnight) de J. Lee Thompson
- 1984 : Terminator de James Cameron
- 1985 : Private Resort de George Bowers
- 1985 : Vampire Forever de Howard Storm
- 1987 : Jocks de Steve Carver
- 1987 : La Bamba de Luis Valdez
- 1987 : Aux frontières de l'aube (Near Dark) de Kathryn Bigelow
- 1987 : Trois Hommes et un bébé (3 Men and a Baby) de Leonard Nimoy
- 1988 : Lool de Boaz Davidson et Uri Zohar
- 1988 : Spellbinder de Janet Greek (en)
- 1988 : Futur immédiat, Los Angeles 1991 (Alien Nation) de Graham Baker
- 1989 : Turner et Hooch de Roger Spottiswoode
- 1989 : Worth Winning de Will Mackenzie
- 1990 : Ghost de Jerry Zucker
- 1990 : Tels pères, telle fille (Three Men and a Little Lady) d'Emile Ardolino
- 1991 : Love Hurts de Bud Yorkin
- 1991 : Terminator 2 : Le Jugement dernier (Terminator 2: Judgment Day) de James Cameron
- 1992 : Sister Act d'Emile Ardolino
- 1992 : Toys de Barry Levinson
- 1993 : Président d'un jour d'Ivan Reitman
- 1994 : Opération Shakespeare (Renaissance Man) de Penny Marshall
- 1994 : L'Irrésistible North (North) de Rob Reiner
- 1994 : Junior d'Ivan Reitman
- 1995 : Lancelot (First Knight) de Jerry Zucker
- 1996 : L'Effaceur (Eraser) de Chuck Russell
- 1998 : Sphère de Barry Levinson
- 1998 : Rush Hour de Brett Ratner
- 1999 : Inspecteur Gadget (Inspector Gadget) de David Kellogg
- 2002 : Dommage collatéral (Collateral Damage) de Andrew Davis
- 2002 : Hyper Noël (The Santa Clause 2) de Michael Lembeck
- 2006 : Des serpents dans l'avion (Snakes on a Plane) de David R. Ellis